# Сапада
Сапа̀да (на италиански: Sappada; на немски: Pladen, Пладен, на ладински: Sapada, Сапада, на фриулски: Sapade, Сападе) е село и община в Северна Италия, провинция Белуно, регион Венето. Разположено е на 1217 m надморска височина. Населението на общината е 1324 души (към 2014 г.).